# Wapen van Wijngaarden

Wapen van Wijngaarden

Het wapen van Wijngaarden werd op 24 december 1817 aan de Zuid-Hollandse gemeente Wijngaarden toegekend. De gemeente is op 1 januari 1986 opgegaan in de gemeente Graafstroom. Het wapen van Wijngaarden is daardoor komen te vervallen. In het wapen van Graafstroom zijn geen elementen uit het wapen van Wijngaarden overgenomen. Sinds 1 januari 2013 valt het gebied onder de gemeente Molenwaard. In het wapen van Molenwaard zijn geen elementen uit het wapen van Wijngaarden opgenomen.

## Blazoenering
De blazoenering van het wapen luidde als volgt:
Van zilver beladen met een fasce van keel waarop een halve klimmende leeuw van goud, de fasce vergezeld en chef van 9 zooden, staande 5 en 4, en en pointe van 6 zooden, 3, 2 en 1, alles van sijnople.
Het zilverkleurige schild is gedeeld door een rode balk met daarin een halve gele klimmende leeuw. In het bovenste deel staan negen groene graszoden in twee rijen van 5 resp. 4 boven elkaar. In het onderste deel staan nog eens zes groene turven in rijen van 3, 2 en 1. De heraldische kleuren zijn zilver (wit), sinopel (groen), keel (rood) en goud (geel).

## Geschiedenis
Het wapen is afgeleid van het wapen van het geslacht Oem van Wijngaarden en dateert van 1515 of eerder. Vanaf de zeventiende eeuw werd het als heerlijkheidswapen gevoerd voor Wijngaarden, Barendrecht en Bleskensgraaf.
Een sage vertelt over het wapen: "De leeuw is de Hollandse leeuw die als gunst is verleend nadat de list van de familie, het leggen van graszoden over valkuilen, de vijandelijke legers tot staan had gebracht."

## Verwante wapens

Het wapen van Bleskensgraaf
Het wapen van Bleskensgraaf en Hofwegen
Het wapen van Barendrecht
Het wapen van Benthuizen

Ter Aar
· Aarlanderveen
· Abbenbroek
· Abtsregt
· Alkemade
· Alphen
· Ameide
· Ammerstol
· Arkel
· Asperen
· Benthuizen
· Bergambacht
· Bergschenhoek
· Berkel en Rodenrijs
· Berkenwoude
· Bernisse
· Biert
· Binnenmaas
· Bleiswijk
· Bleskensgraaf
· Bleskensgraaf en Hofwegen
· Bodegraven
· Boskoop
· Brandwijk
· Brielle
· Broek, Thuil en 't Weegje
· Charlois
· Cillaarshoek
· Cromstrijen
· De Lier
· De Mijl
· Delfshaven
· Den Bommel
· Dirksland
· Driebruggen
· Dubbeldam
· Everdingen
· Geervliet
· Giessen-Nieuwkerk
· Giessenburg
· Giessendam
· Giessenlanden
· Goedereede
· Gouderak
· Goudriaan
· Goudswaard
· Graafstroom
· 's-Gravendeel
· 's-Gravenzande
· Groot-Ammers
· Groote Lindt
· Haastrecht
· Hagestein
· Hardinxveld
· Hazerswoude
· Heenvliet
· Heer Oudelands Ambacht
· Heerjansdam
· Hei- en Boeicop
· Heinenoord
· Hekelingen
· Hekendorp
· Herkingen
· Hillegersberg
· Hellevoetsluis
· Hodenpijl
· Hoek van Holland
· Hof van Delft
· Hoogblokland
· Hoornaar
· IJsselmonde
· Jacobswoude
· Kamerik
· Katendrecht
· Kedichem
· Kethel en Spaland
· Kijfhoek
· Klaaswaal
· Kleine Lindt
· Korendijk
· Koudekerk aan den Rijn
· Kralingen
· Krimpen aan de Lek
· Lange Ruige Weide
· Langerak
· Leerbroek
· Leerdam
· Leidschendam
· Leimuiden
· Lekkerkerk
· Lexmond
· Liemeer
· Loosduinen
· Liesveld
· Maasdam
· Maasland
· Meerkerk
· Melissant
· Middelharnis
· Mijnsheerenland
· Moerkapelle
· Molenaarsgraaf
· Molenwaard
· Monster
· Moordrecht
· Naaldwijk
· Nederlek
· Niemandsvriend
· Nieuw-Beijerland
· Nieuw-Helvoet
· Nieuw-Lekkerland
· Nieuwe-Tonge
· Nieuwenhoorn
· Nieuwerkerk aan den IJssel
· Nieuwland
· Nieuwpoort
· Nieuwveen
· Noordeloos
· Noordwijkerhout
· Nootdorp
· Numansdorp
· Onwaard
· Ooltgensplaat
· Oostflakkee
· Oostvoorne
· Ottoland
· Oud-Alblas
· Oud-Beijerland
· Ouddorp
· Oude-Tonge
· Oudenhoorn
· Ouderkerk
· Ouderkerk aan den IJssel
· Oudewater
· Oudshoorn
· Overschie
· Papekop
· Pernis
· Peursum
· Piershil
· Pijnacker
· Poortugaal
· Puttershoek
· Reeuwijk
· Rhoon
· Rijnsaterwoude
· Rijnsburg
· Rijnwoude
· Rijsoord
· Rockanje
· Roxenisse
· Rozenburg
· Sandelingen-Ambacht
· Sassenheim
· Schelluinen
· Schiebroek
· Schipluiden
· Schoonhoven
· Schoonrewoerd
· Schuddebeurs en Simonshaven
· Sint Anthoniepolder
· Sint Maartensregt
· Sluipwijk
· Sommelsdijk
· Spijkenisse
· Stad aan 't Haringvliet
· Stellendam
· Stolwijk
· Stompwijk
· Stormpolder
· Streefkerk
· Strevelshoek
· Strijen
· Ter Aar
· Tienhoven
· Valkenburg
· Veur
· Vianen
· Vierpolders
· Vlaardingerambacht
· Vliet
· Vlist
· Voorburg
· Voorhout
· Vrijenban
· Waarder
· Warmond
· Wateringen
· Westmaas
· Westvoorne
· Wieldrecht
· Wijngaarden
· Woerden
· Woubrugge
· 't Woudt
· Zederik
· Zegwaart
· Zevenhoven
· Zevenhuizen
· Zevenhuizen-Moerkapelle
· Zouteveen
· Zuid-Beijerland
· Zuidbroek
· Zuidland
· Zwammerdam
· Zwartewaal

Heerlijkheidswapens:
ter Aa
· Albrandswaard
· Biesland
· Cromstrijen
· Duivenvoorde
· 's-Gravenambacht
· Hoog- en Wout-Harnas
· Langerak bezuiden de Lek
· Lek en Stormpolder
· Nederslingeland
· West-Nieuwland
· Oosterwijk
· Spieringshoek
· Vliet
· Voshol
· Vrijenban
· Vrijenhoeve
· Wieldrecht